# Faction septentrionale
La Faction septentrionale (hangeul : 북인 ; hanja : 北人 ; RR : buk-in ; litt. « personnes du nord ») est une faction de lettrés coréens de la période Joseon. Issue de la Faction orientale, elle s'oppose à la faction méridionale, elle aussi issue de la Faction orientale. 

## Histoire
Au début du règne du roi Sŏn-jo (de 1567 à 1608) va avoir lieu en 1575 la séparation de la faction Sarim entre la Faction occidentale et la Faction orientale, en référence aux quartiers de Séoul où résident leurs dirigeants. La Faction orientale va à son tour se diviser entre factions rivales en 1591 : la Faction méridionale et la faction septentrionale.

## Membres
- Yi San-hae
- Jeong In-hong (en)